# Playa de Mariayu
La playa de Mariayu está situada en el concejo asturiano de Cudillero y pertenece a la localidad española de Oviñana. Forma parte de la Costa Occidental de Asturias.

## Descripción
Se trata de una playa aislada en forma lineal, rodeada de acantilados extremadamente verticales. Para localizar la playa hay localizar primero los dos pueblos más cercanos:  Oviñana y Riego de Abajo. Está totalmente rodeada de acantilados verticales de gran altura lo que hace prácticamente imposible su acceso para personas no especializadas en descensos. 
Se llega a los acantilados que la rodean haciendo el camino de la margen derecha del «Cabo de Vidio» en dirección este. La identificación de que se ha llegado a ella es que tiene un islote prácticamente inaccesible. Para andar por sus alrededores es recomendable ir ataviados con botas y pantalones fuertes para evitar los pinchazos de los matorrales, que están por todo el borde y, a su vez, tomar precauciones respecto a este borde pues a veces no está bien definido y puede acarrear fatales consecuencias.